# Des poissons dans le désert
Des poissons dans le désert (titre de l'ouvrage original : Under a White Sky) est un ouvrage de la journaliste américaine Elizabeth Kolbert paru en 2021. L'auteur poursuit la thématique environnementale qui était au centre de son livre de 2014, La Sixième Extinction. Si le précédent ouvrage décrivait l'impact destructeur de l'humain, ce livre se focalise sur les interventions humaines ayant pour objectif des transformations positives. Des parties du livre ont préalablement été publiées sous forme d'articles dans The New Yorker.

## Résumé
L'auteur étudie différents types de crises environnementales créées par l'anthropocène et les différents degrés de solutions technologiques dont dispose l'humanité pour y faire face, tout en demeurant critique envers le "techno-solutionnisme",.
Le titre original (littéralement «Sous un ciel blanc») fait référence à la stratégie la plus extrême d'atténuation du changement climatique, la géo-ingénierie solaire, conçue pour refléter la lumière du soleil. Tout au long du livre, Kolbert explore la manière dont une solution technologique à un problème peut conduire à d'autres problèmes, tout en reconnaissant le rôle important que ces technologies peuvent jouer.

### Résumé des chapitres

#### Chapitre 1:Down the River

##### Transformation de la rivière Chicago
Le premier chapitre, Down the River, étudie des problématiques liées à deux bassins hydrographiques majeurs des Etats-Unis. La première partie s'intéresse à la rivière Chicago, qui a été profondément transformée à la fin du 19e siècle par la construction du Chicago Sanitary and Ship Canal. Cette intervention – un « monument de génie civil » – a inversé le flux de la rivière Chicago, dans le but de préserver la propreté du lac Michigan qui est utilisé pour l'approvisionnement en eau potable. Au lieu d'aboutir dans le lac, les ordures de la ville sont ainsi évacuées en direction des rivières Des Plaines et Illinois, pour aboutir dans le Mississipi et finalement dans le Golfe du Mexique.

Cette modification par l'homme des bassins hydrographiques a eu pour conséquence de permettre aux poissons de transiter entre ces deux environnements, qui étaient des écosystèmes aquatiques totalement séparés. L'envahisseur le plus critique est la carpe asiatique (notamment la carpe argentée), une espèce invasive. À l'origine, ces carpes ont été introduites aux Etats-Unis pour leur capacité à nettoyer les eaux en se nourrissant d'algues et de nutriments organiques. Il s'agissait d'une manière de contrer la pollution des eaux sans recourir à la chimie, à la suite du Clean Water Act adopté en 1972. L'eau du Sanitary and Ship Canal devenant moins toxique, il devient possible pour les poissons de la traverser. Pour empêcher les carpes d'envahir les Grands Lacs, et de mettre en danger l'industrie de la pêche, des barrières électriques ont été installées dans le canal par le US Army Corps of Engineers (USACE) depuis 2002. Kolbert décrit diverses initiatives visant à réduire les populations des carpes, notamment en encourageant la consommation de ces poissons, encore peu appréciés des Américains.

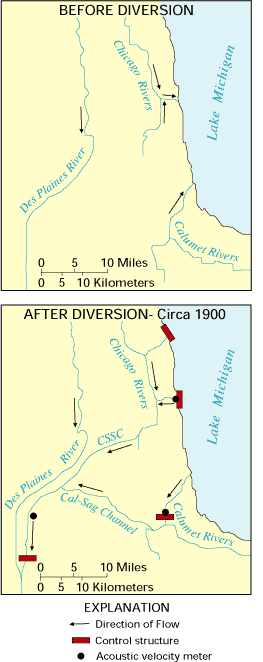
Le cours de la rivière Chicago, avant et après la correction des eaux.
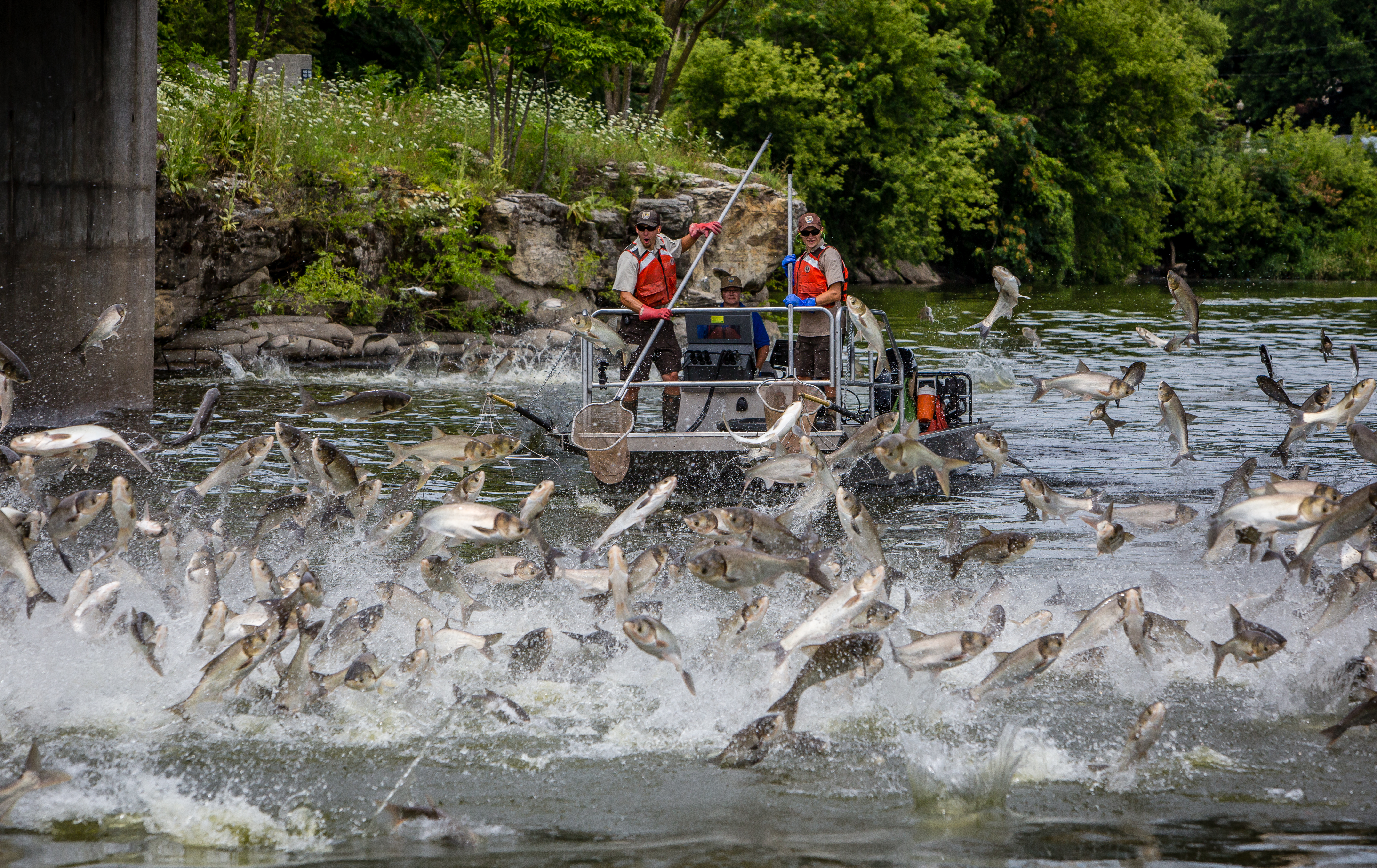
Pêcheurs utilisant l'électricité pour lutter contre la carpe argentée
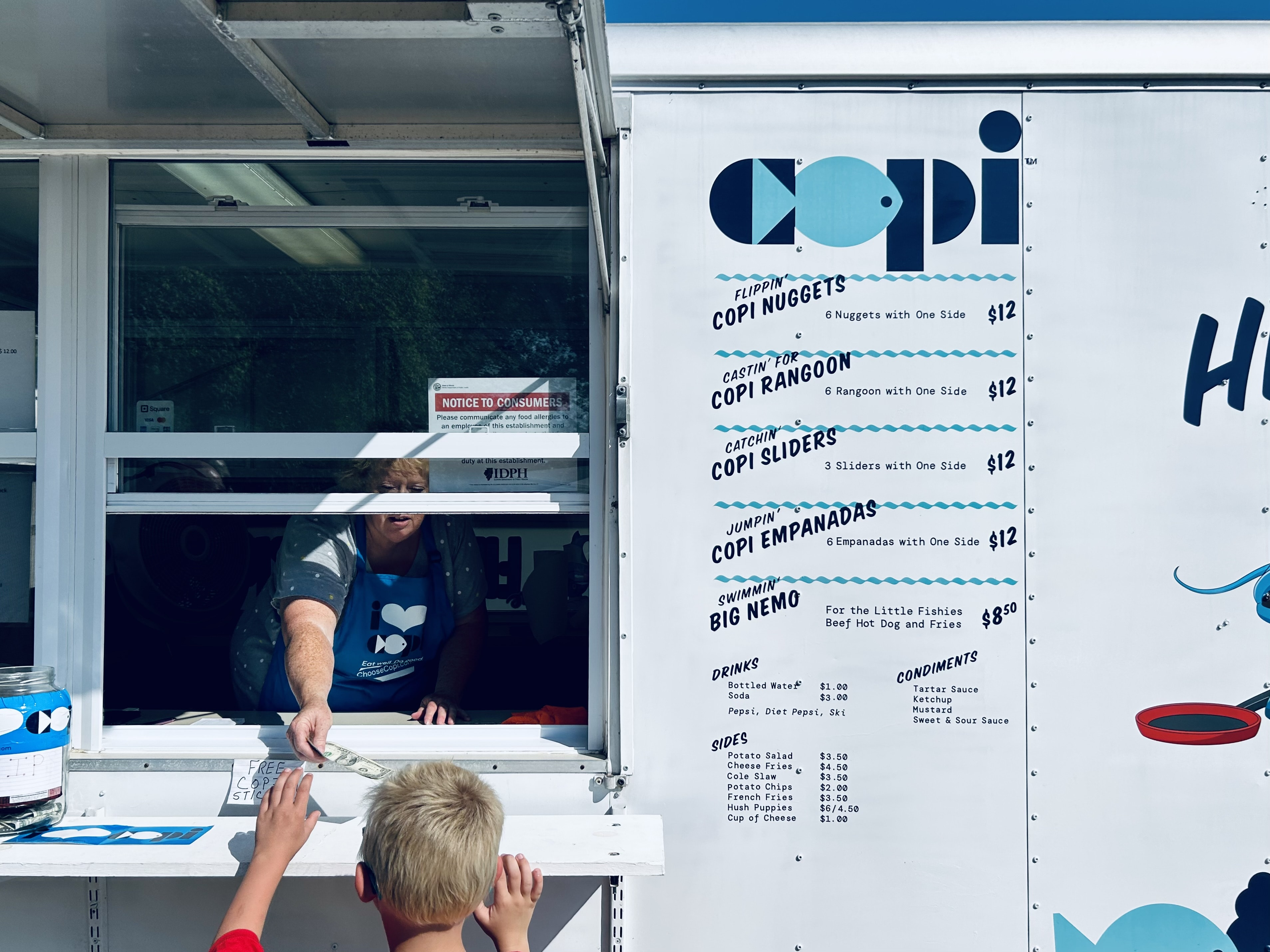
Des mesures sont prises pour encourager la consommation de la carpe asiatique aux USA (p.ex. par le «branding» en nommant ce poisson «Copi»)

##### Interventions dans le delta du Mississippi
Dans le deuxième chapitre, l'auteur décrit les problématiques liées au contrôle fluvial dans le delta du Mississippi, en Louisiane. Dès l'établissement des colons français au 18e siècle, avec la fondation de La Nouvelle-Orléans par Bienville en 1718, des digues ("levées") ont été construites pour se protéger des crues et inondations. En raison de ces constructions, les crues n'amènent plus de sédiments, et la région du delta, en particulier la paroisse de Plaquemine, est victime d'un phénomène de subsidence. Kolbert visite le Center for River Studies de l'université de Louisiane, qui étudie des solutions pour lutter contre la perte de terrain. Des projets tels que la Mid-Barataria Sediment Diversion visent à permettre des inondations contrôlées pour amener des sédiments dans les régions critiques. 

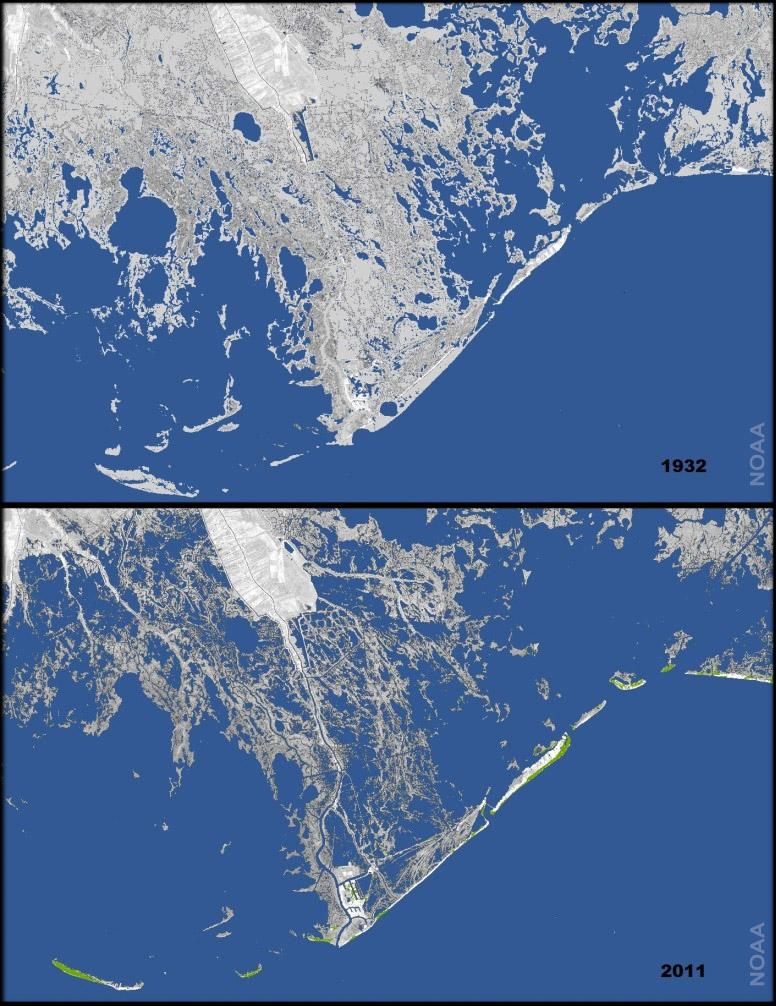
Carte montrant la perte de sols en Louisiane en 80 ans (de 1932 à 2011)
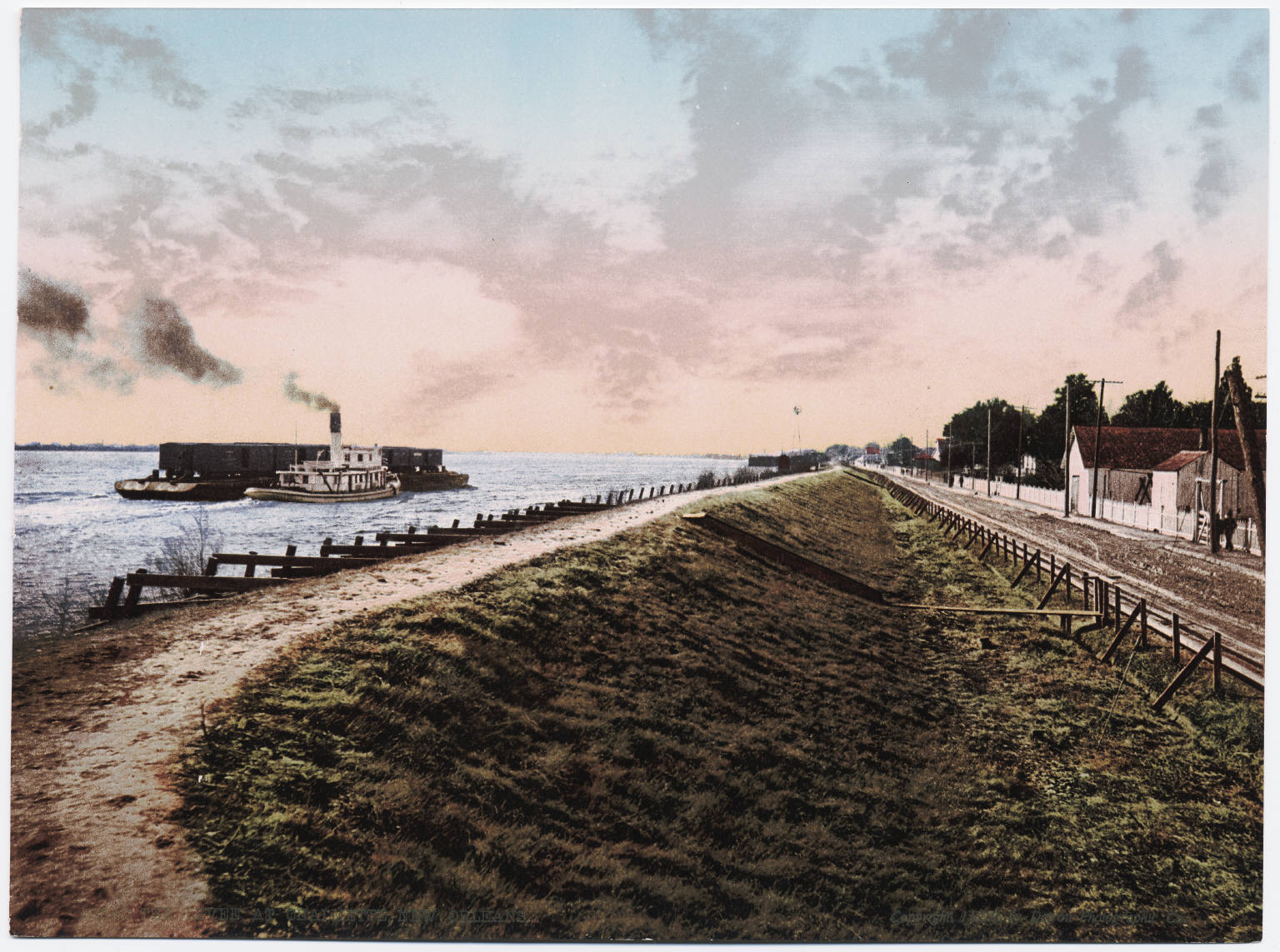
Une digue en bordure du Mississippi, vers 1900.
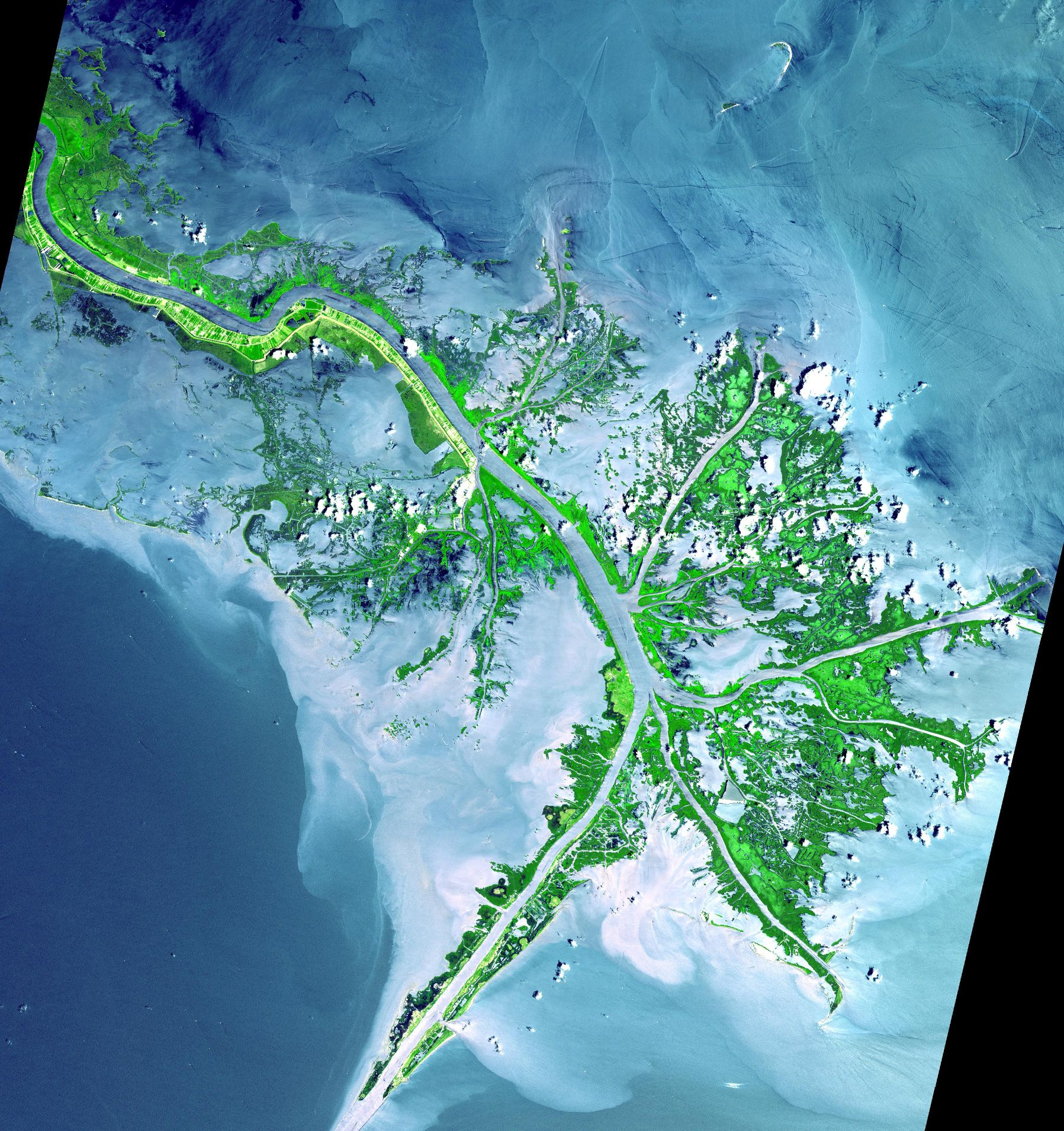
Le delta du Mississippi, vu de l'espace (fausses couleurs).

À La Nouvelle-Orléans, Kolbert décrit les systèmes de pompage mis en place au début du 20e siècle, qui ont permis l'assèchement des terres marécageuses, mais ont également baissé le niveau de la ville, puisque le sol asséché se contracte. Six stations de pompage étaient en fonction en 1920, elles sont aujourd'hui 24. À la suite des inondations causées par l'ouragan Katrina en 2005, certaines voix appellent à ne pas reconstruire la ville,. L'abandon de la ville n'étant politiquement pas acceptable, de nouveaux dispositifs «pharaoniques» – stations de pompage et barrières – sont construits dans les années suivantes.

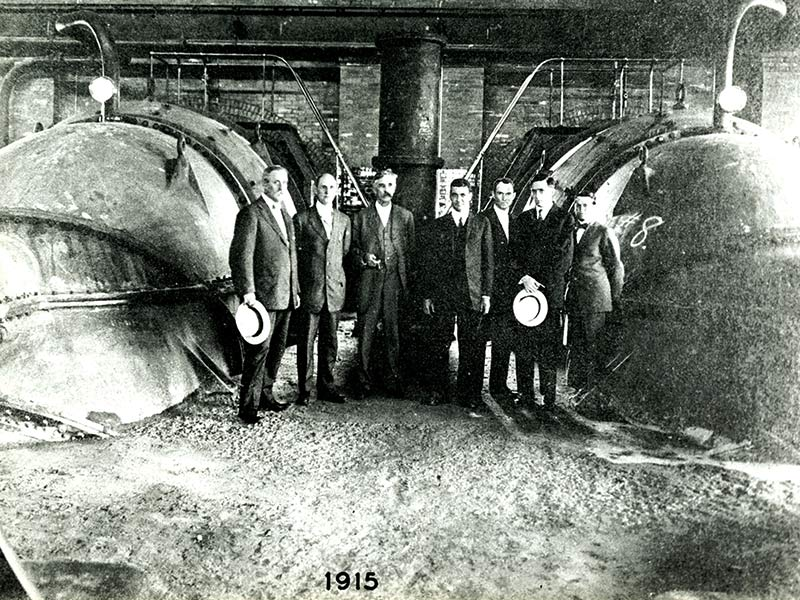
Inauguration d'une station de pompage, en 1915.
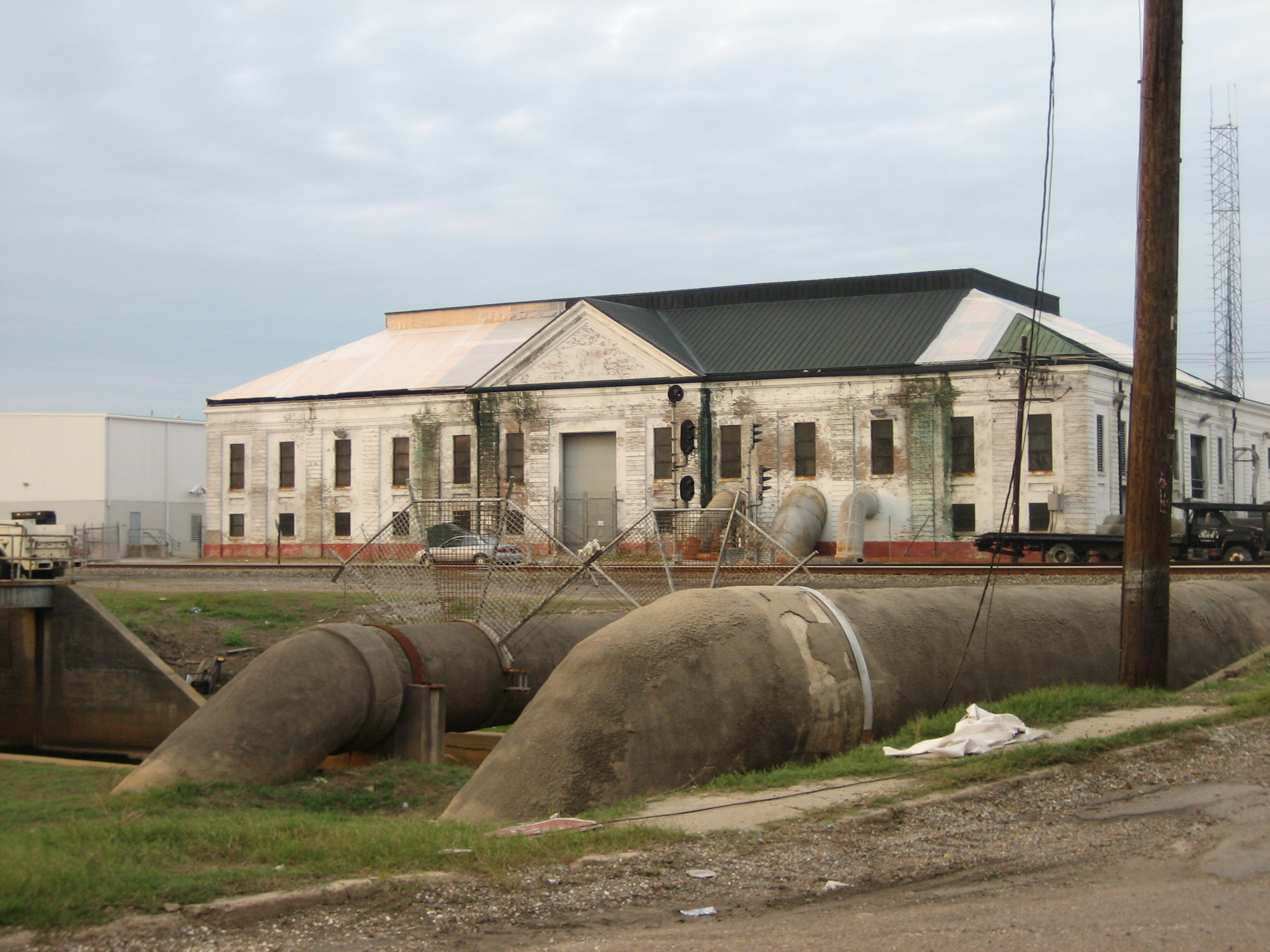
Une station de pompage à La Nouvelle-Orléans.
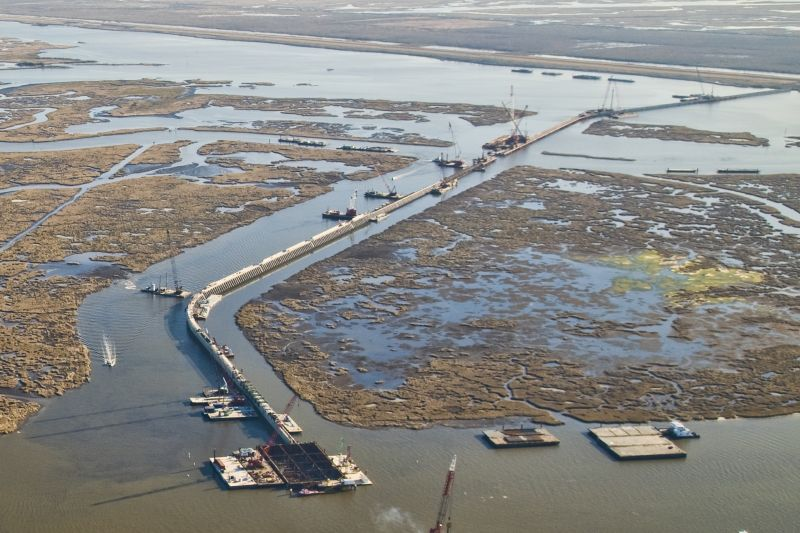
La barrière IHNC Surge Barrier, visant à protéger la ville contre les inondations.

Kolbert visite ensuite l'Isle à Jean Charles, une région habitée par des descendants de colons français mariés avec des Amérindiens. Cette région a déjà perdu la majorité de ses terres, et l'activité de l'industrie pétrolière a accéléré ce processus. L'utilisation d'ingénierie pour préserver ces terres a été rejetée, car jugée trop coûteuse. Une bourse fédérale de 48 millions de dollars est accordée en 2016 pour permettre le relogement de cette communauté.

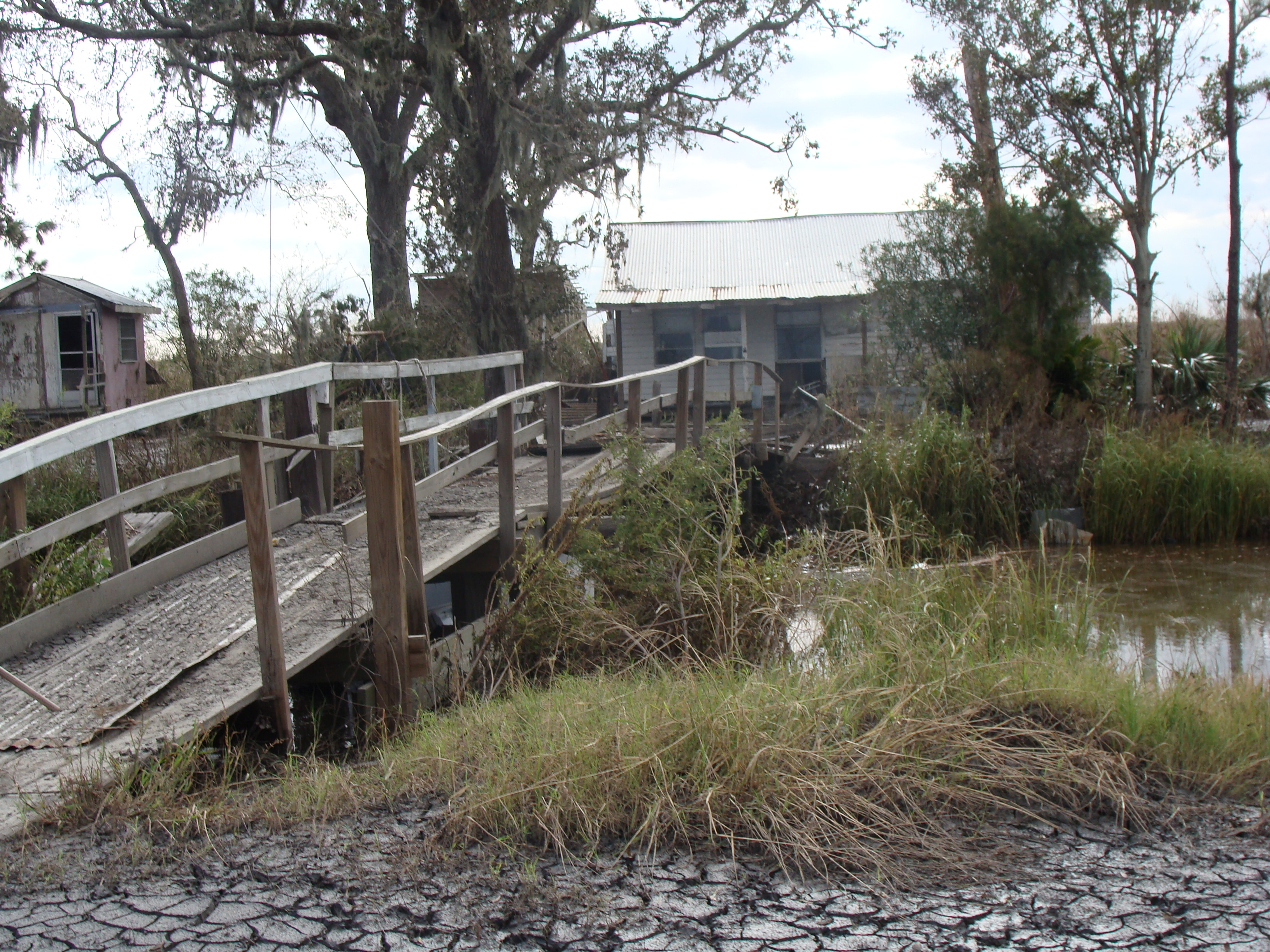
Maisons de l'Isle à Jean Charles
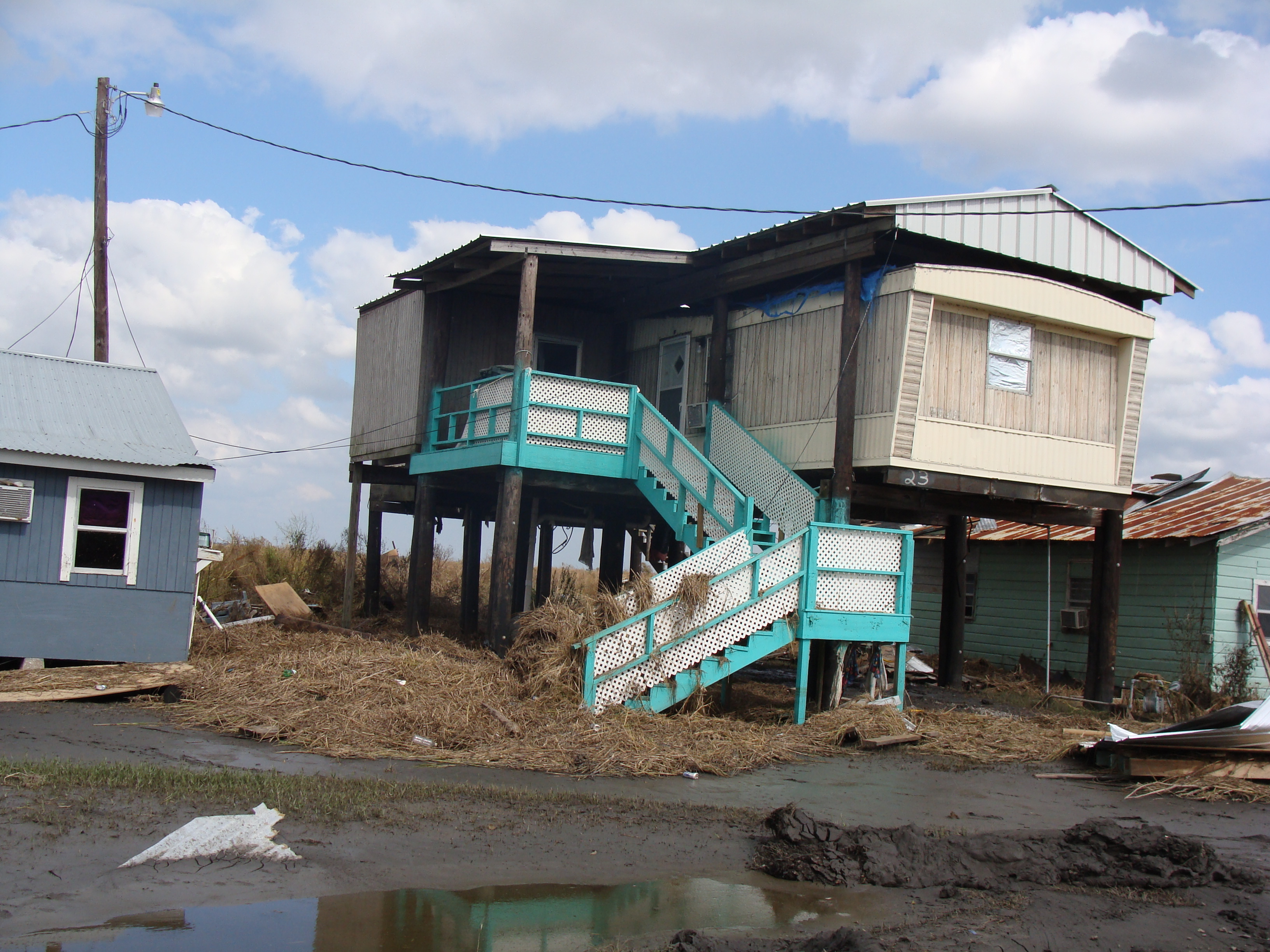
Maisons sur l'Isle à Jean Charles
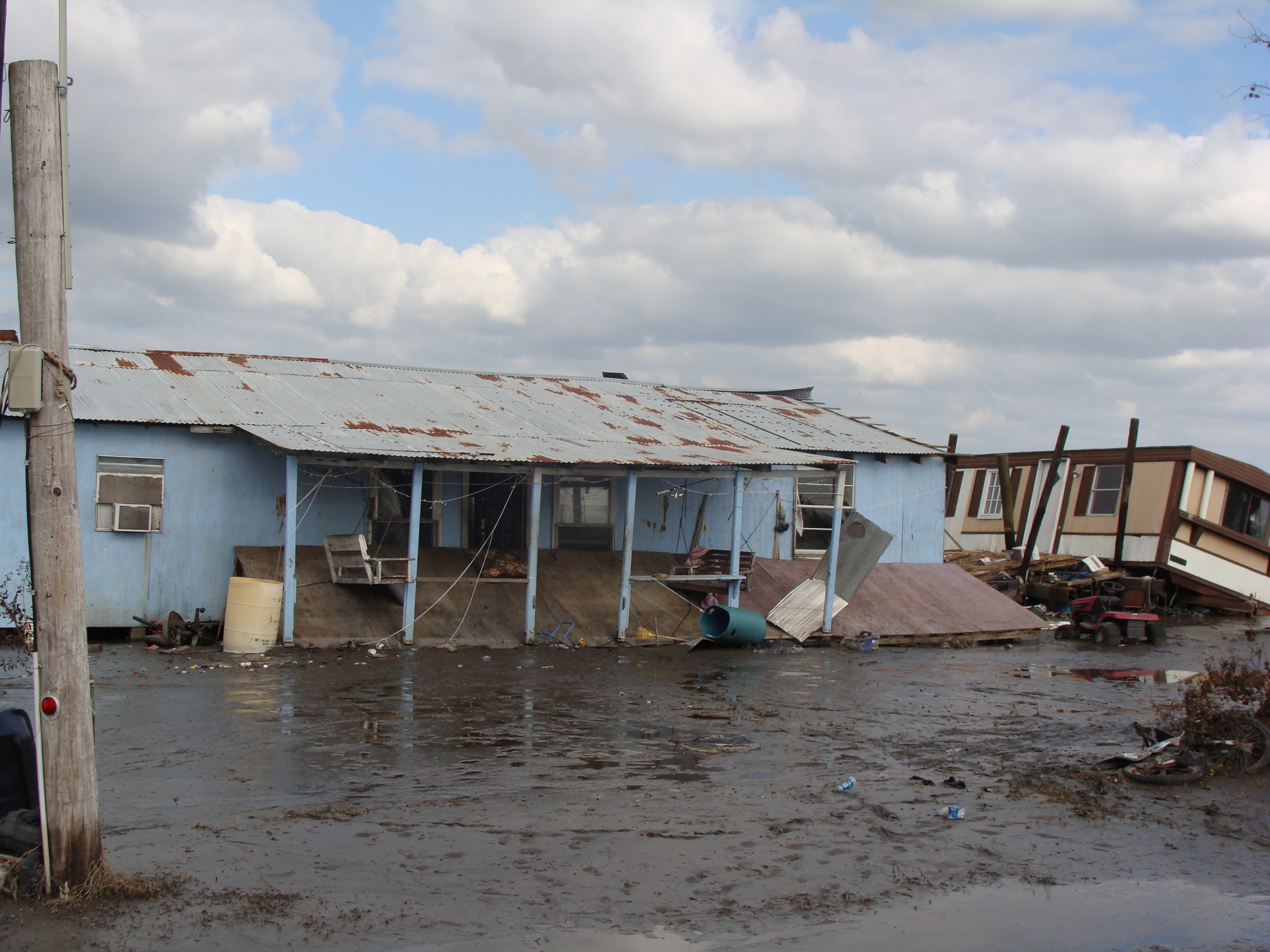
Maisons sur l'Isle à Jean Charles, endommagées par le passage d'un ouragan

Le chapitre se termine par une description de la Structure de régulation des eaux d'Old River, un ouvrage constitué de plusieurs barrages, achevé en  1963. Sans ces barrages, la rivière Atchafalaya capturerait le débit principal du Mississippi, le détournant hors de Baton Rouge et de La Nouvelle-Orléans.

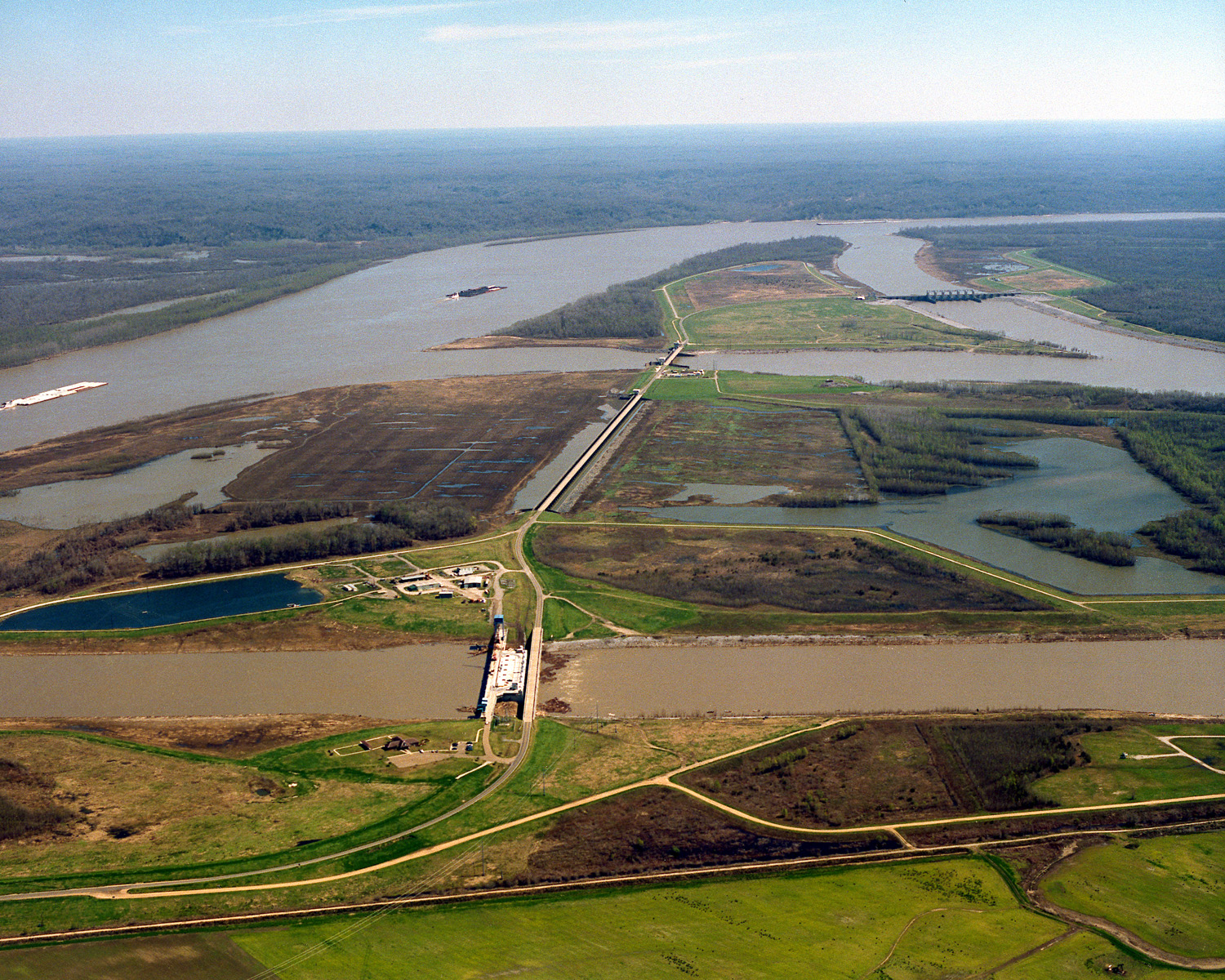
Old River Control Structure, vue aérienne
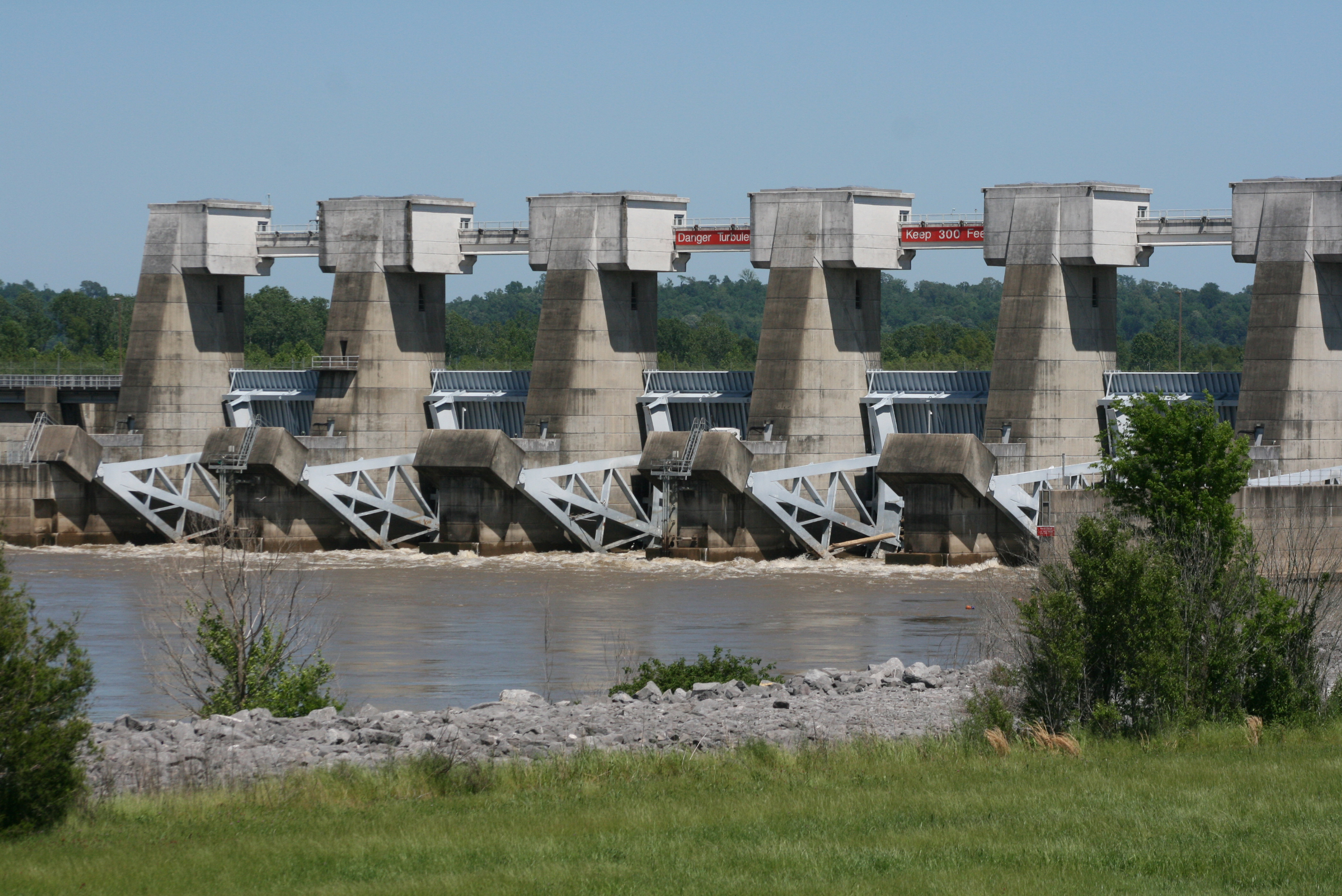
Old River Control Structure

#### Chapitre 2:Into the Wild
Dans la deuxième partie du livre, Kolbert décrit des tentatives d'intervenir dans des écosystèmes menacés, afin de préserver des espèces menacées de disparition.

Une première partie décrit la découverte de poissons dans l'un des endroits les plus arides: le Cyprinodon diabolis (en anglais : Devils Hole pupfish), qui vit en isolation dans un lac situé dans une caverne (Devils Hole) à proximité de la Vallée de la Mort, au Nevada. La survie de ce poisson est menacée par la radioactivité issue des explosions nucléaires du Nevada Test Site qui se propage dans les eaux souterraines. Pour préserver cette espèce, une réplique artificielle du Devils Hole a été créée. En décrivant les efforts déployés, Kolbert observe qu'il est plus facile de détruire un écosystème que de le maintenir.

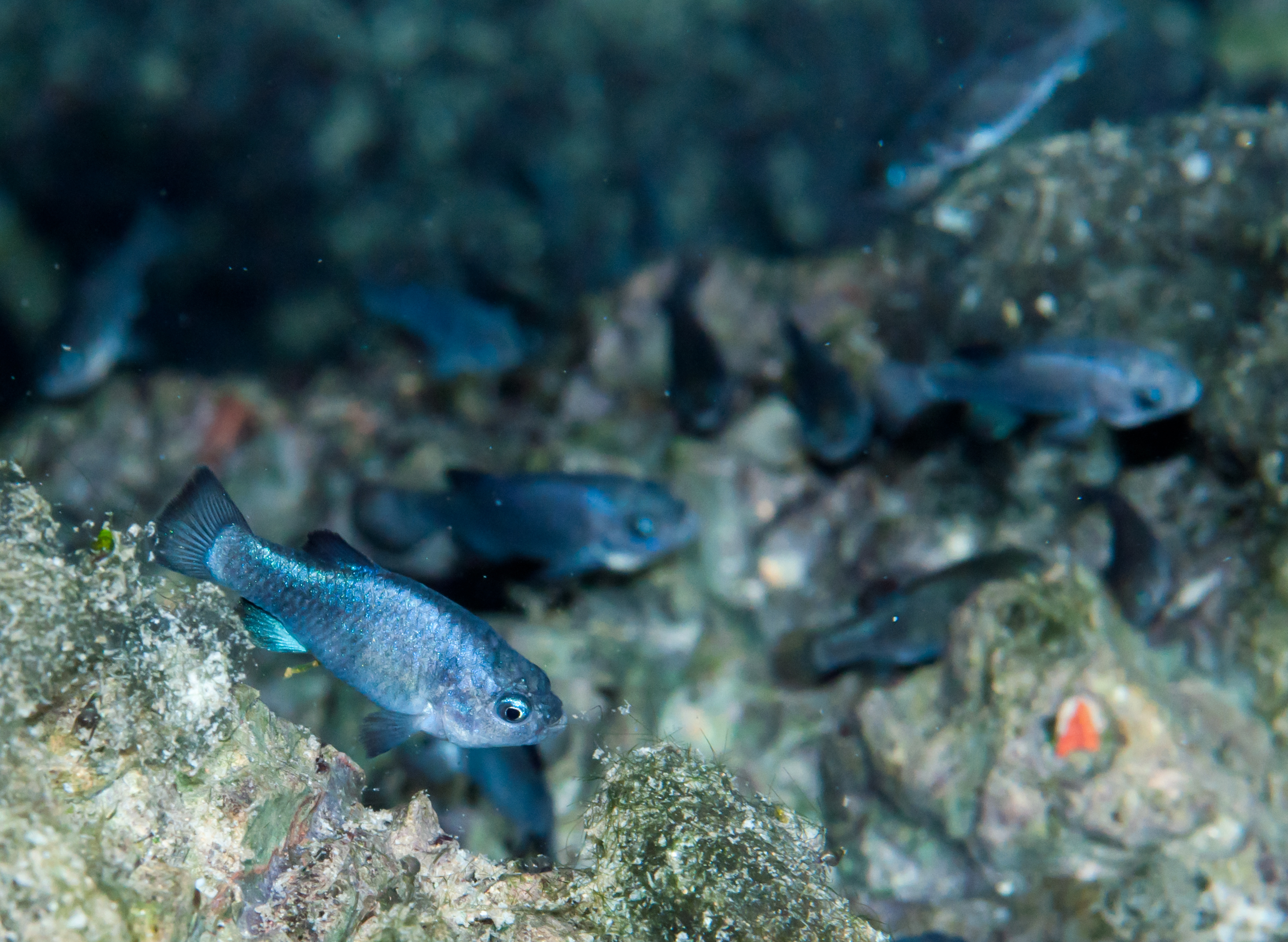
Le Cyprinodon diabolis
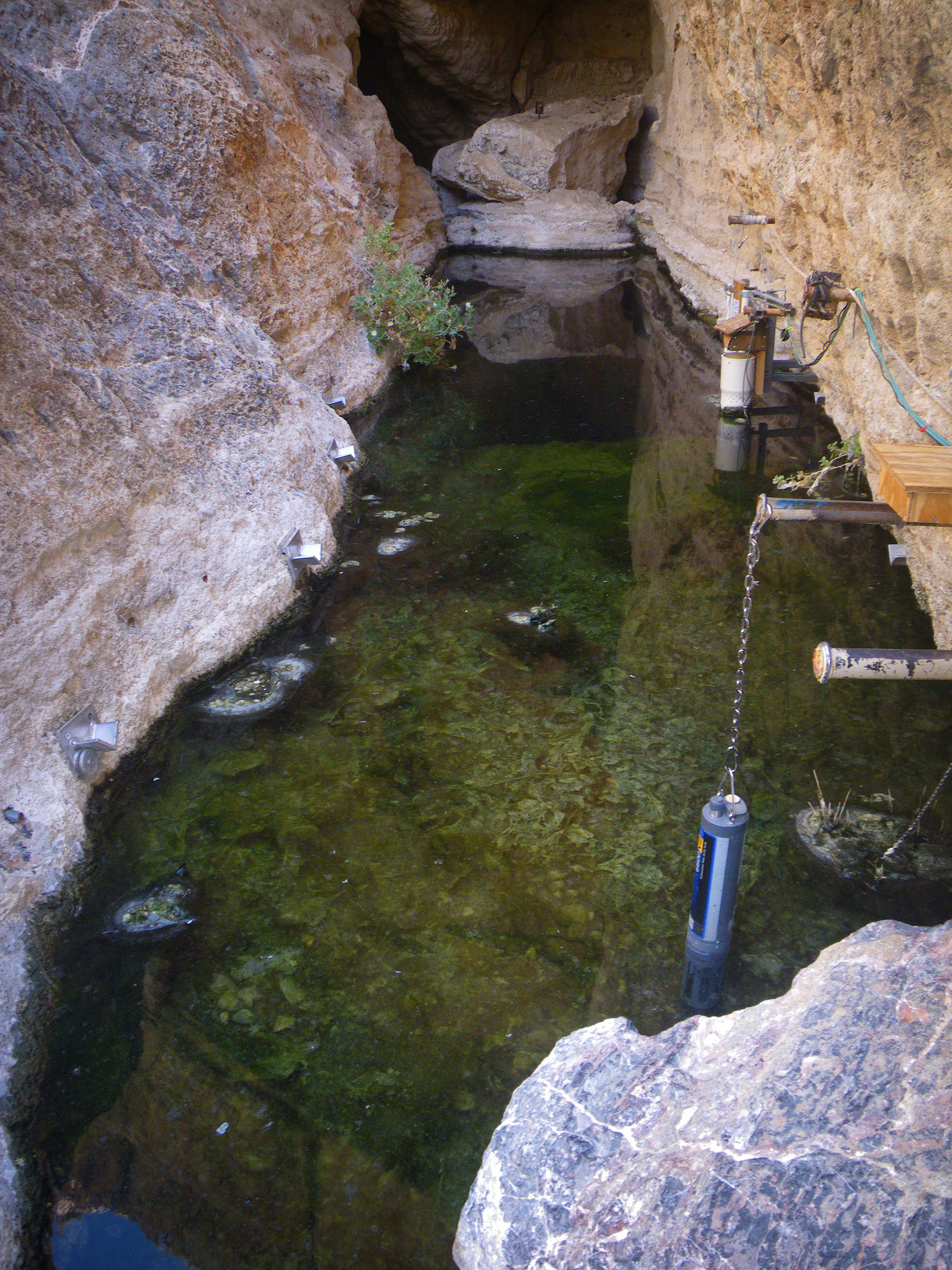
Le Devils Hole, unique habitat naturel de ce poisson.

La deuxième partie de ce chapitre décrit les tentatives pour préserver les récifs de corail, menacés par le réchauffement et l'acidification des océans. Kolbert rencontre la biologiste Ruth Gates, alors directrice de l'Institut de biologie marine de Hawaï, dont les recherches visent à rendre les coraux plus résistants face au phènomène de blanchissement des coraux. Gates, qui était alors chercheuse en Jamaïque, a assisté en 1998 à un premier événement de blanchissement (global bleaching event). Des vagues de chaleur marines ont provoqué d'autres événements, en 2010 puis en 2014, ce qui a conduit Gates à lancer son projet de recherche visant à cultiver un «super corail». Kolbert rencontre également la scientifique Madeleine Van Oppen, dont l'équipe à l'Université de Melbourne utilise des méthodes d'évolution assistée pour augmenter la résistance des coraux. Kolbert visite le National Sea Simulator (SeaSim), un aquarium de recherche situé à Townsville. Elle rencontre le scientifique David Wachenfeld, qui décrit des interventions envisagées pour la préservation de la Grande Barrière de corail, qui abrite des millions d'espèces marines.

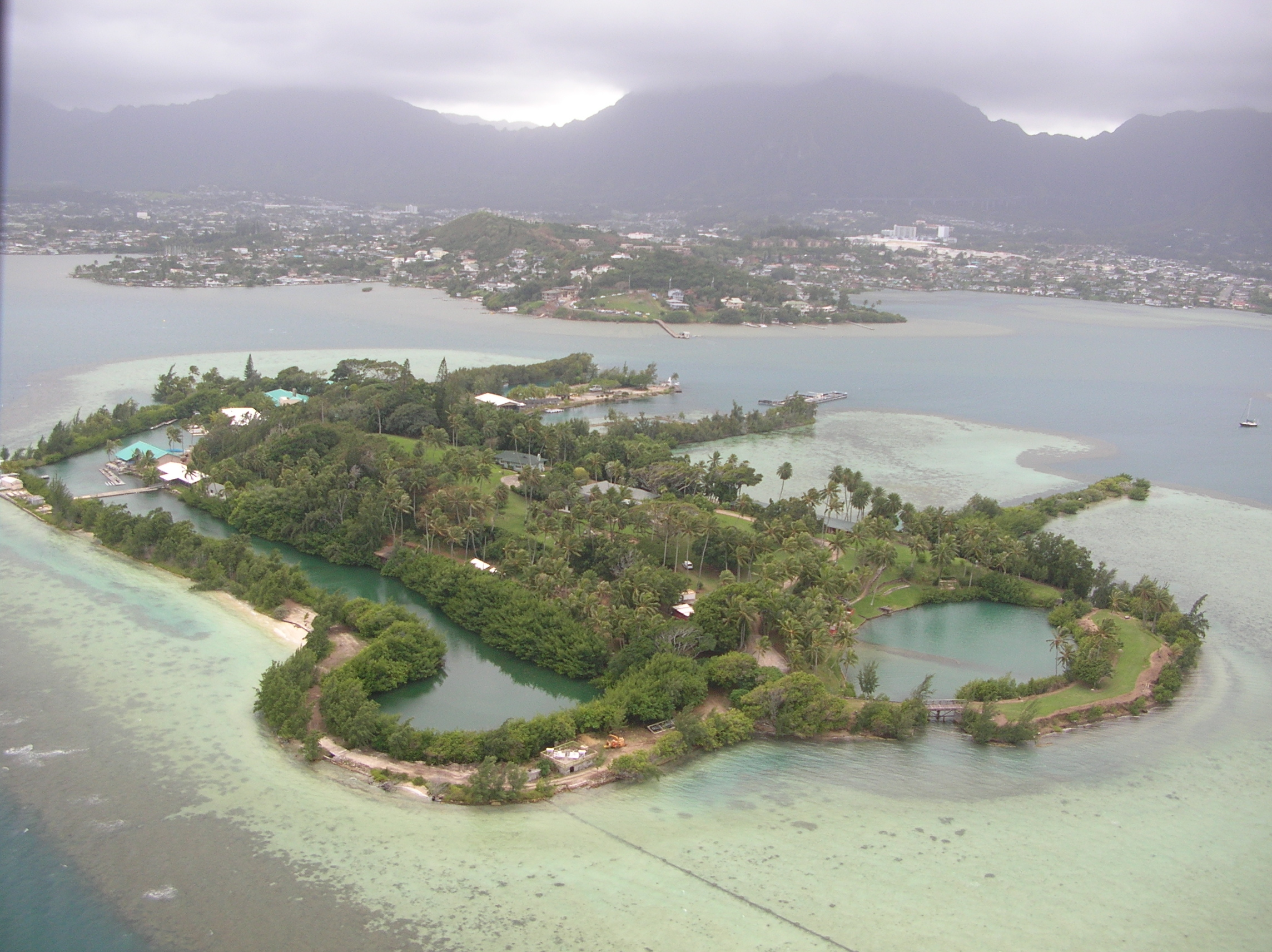
Site de l'Institut de biologie marine de Hawaï
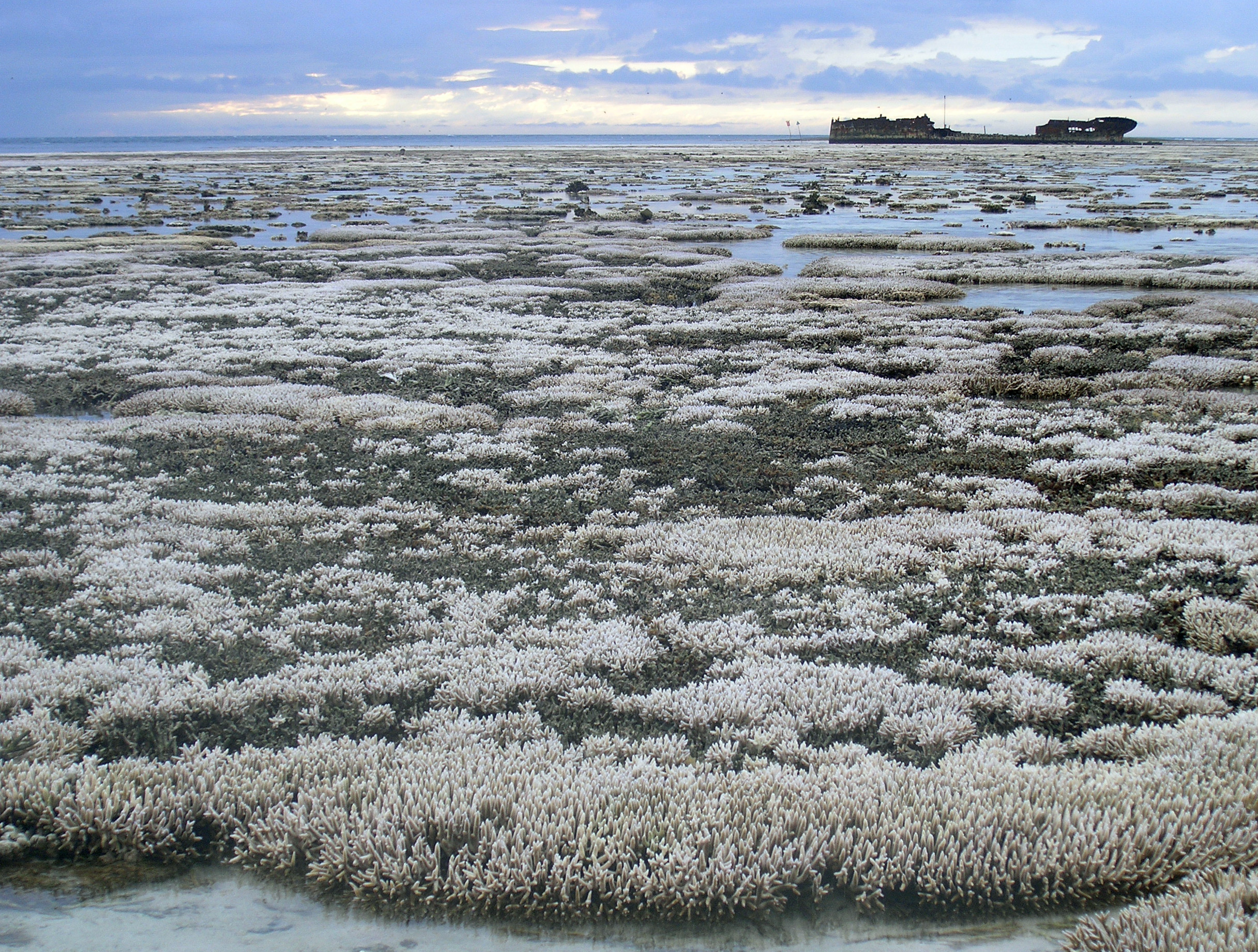
Blanchissement du corail sur la Grande Barrière de corail en Australie.

La troisième partie de ce chapitre décrit comment l'ingénierie génétique, notamment la méthode CRISPR, est utilisée à des fins de protection des écosystèmes. Elle rencontre le chercheur Mark Tizard, au Laboratoire australien de santé animale (Australian Animal Health Laboratory), qui travaille sur la prolifération du Crapaud buffle, une espèce invasive introduite en Australie en 1935, et dont la haute toxicité met en danger d'autres espèces. Avec l'aide de l'ingénierie génétique, il serait possible de désactiver la toxicité du crapaud.

#### Chapitre 3:Up in the Air
Le troisième chapitre traite de la géoingénierie. Dans une première partie, l'auteur décrit plusieurs méthodes d'extraction du dioxyde de carbone (EDC) qui sont développées, notamment la BECSC. Elle rencontre Klaus Lackner, fondateur du Center for Negative Carbon Emissions et inventeur du terme "émissions négatives". L'auteur visite également la centrale géothermique de Hellisheiði en Islande, où une machine de capture de carbone de la start-up Climeworks est en activité. 
La deuxième partie du chapitre décrit l'idée de modifier la composition de l'atmosphère par la géoingénierie solaire. 
Dans la troisième partie du chapitre, l'auteur visite la sation NorthGRIP au Groenland, un site où sont prélevées des carottes de glace permettant d'étudier l'évolution du climat sur des milliers d'années. 

## Réception critique
L'accueil du livre a été généralement positif. Le Washington Post l'a loué pour son « mélange expert de récit de voyage, de reportage scientifique et de journalisme explicatif». La critique du New York Times a relevé la façon dont le livre explore les ambiguïtés de notre crise environnementale actuelle. Dans le magazine Rolling Stone, Jeff Goodell affirme que «pour être un citoyen bien informé de la planète Terre, il faut lire Elizabeth Kolbert.» Dans The Guardian, Robin McKie décrit le livre comme concis et bien structuré, et Ben Ehrenreich apprécie son écriture «habile et subtile», en regrettant toutefois que la dimension du changement social et du pouvoir politique est passée sous silence.
Le livre a été nommé pour le prix Wainwright 2021 dans la catégorie « Global Conservation Writing ». Il a été sélectionné dans la liste des « 10 meilleurs livres de 2021 » du Washington Post, et a figuré sur la liste des candidats à la médaille Andrew Carnegie pour l'excellence en matière de non-fiction en 2022.